# Robert Tessier
Robert Tessier, né le 5 mars 1945, est un dirigeant de grandes entreprises, haut fonctionnaire et administrateur de sociétés publiques et privées québécois. 
Président et chef de la direction de Gaz Métro (maintenant Énergir) de 1997 à 2007, il préside depuis 2009 le conseil d'administration de la Caisse de dépôt et placement du Québec,.
Robert Tessier a été haut fonctionnaire au sein du gouvernement du Québec, notamment à titre de secrétaire du Conseil du trésor, de sous-ministre au ministère de l'Énergie et des Ressources naturelles, et de vice-président exécutif de la Société générale de financement du Québec.

## Biographie
Après des études en sociologie à l'Université de Montréal, terminées en 1968, il commence sa vie professionnelle à titre de Secrétaire général de l'Université du Québec de 1969 à 1974 avant d'occuper le poste de vice-président jusqu'en 1976.
Robert Tessier entreprend sa carrière dans la fonction publique québécoise en 1976 comme Secrétaire adjoint aux politiques administratives au Conseil du Trésor. Il occupe ensuite le poste de Secrétaire associé aux programmes et aux politiques administratives (1979) avant d'être nommé Secrétaire du Conseil du Trésor de 1980 à 1984. La même année, il devient sous-ministre au ministère de l'Énergie et des Ressources. Il occupera ce poste jusqu'en 1987. Par la suite, Robert Tessier se joint à la Société générale de financement du Québec – organisation publique spécialisée dans le financement de projets destinés à favoriser la croissance économique du Québec - où il œuvrera à titre de vice-président exécutif jusqu'en 1988.  
Son passage au secteur privé s'effectue en 1988 lorsqu'il devient président et chef de la direction de Marine Industrie Limitée (MIL), un groupe intégré de construction navale et de fabrication d'équipements pour les centrales hydrauliques. Il y restera jusqu'en 1991.
De 1992 à 1997, il sera président et chef de la direction de GEC-Alsthom Canada (devenue Alstom Canada).  
Pendant la décennie qui suit, Robert Tessier occupera le poste de président et chef de la direction de Gaz Métro. En 2007, il confie la direction à Sophie Brochu, qu'il avait recrutée en 1997. Il devient alors le président du conseil d'administration de Gaz Métro jusqu'en 2009, année où il sera nommé président du conseil d'administration de la Caisse de dépôt et placement du Québec. Au cours de ce mandat, la Caisse poursuivra une stratégie, entre autres, axée sur la mondialisation de ses activités d'investissement, la maximisation de son impact au Québec et le déploiement de cibles en matière de changements climatiques,,.
En plus de ces mandats chez Gaz Métro et la Caisse, Robert Tessier s'implique au sein de différents conseils d'administration. Du côté des entreprises, il a été président du conseil d'administration de Green Mountain Power (2007-2018) et du comité d'examen indépendant d'Investors Group Funds (2008-2018).
Il a en outre siégé au conseil d'administration du Groupe CGI, d'AXA Canada (maintenant Intact Assurance), du Conseil du patronat du Québec et du Conference Board du Canada.  
Du côté philanthropique, il est président du conseil d'administration de l'Institut de recherche en immunologie et en cancérologie (IRIC) de l'Université de Montréal et siège au conseil de l'Institut des administrateurs de sociétés – Section du Québec (IAS-Québec). Il a aussi été membre du conseil de Centraide du Grand Montréal, de la Fondation du Grand Montréal et de l'Institut de Cardiologie de Montréal,,,. 

## Distinctions
En 2018, Robert Tessier a reçu la distinction honorifique d'officier de l'Ordre du Canada. Il a également été nommé fellow de l'Institut des administrateurs de sociétés. 